# Área de Conservação da Paisagem de Ohessaare

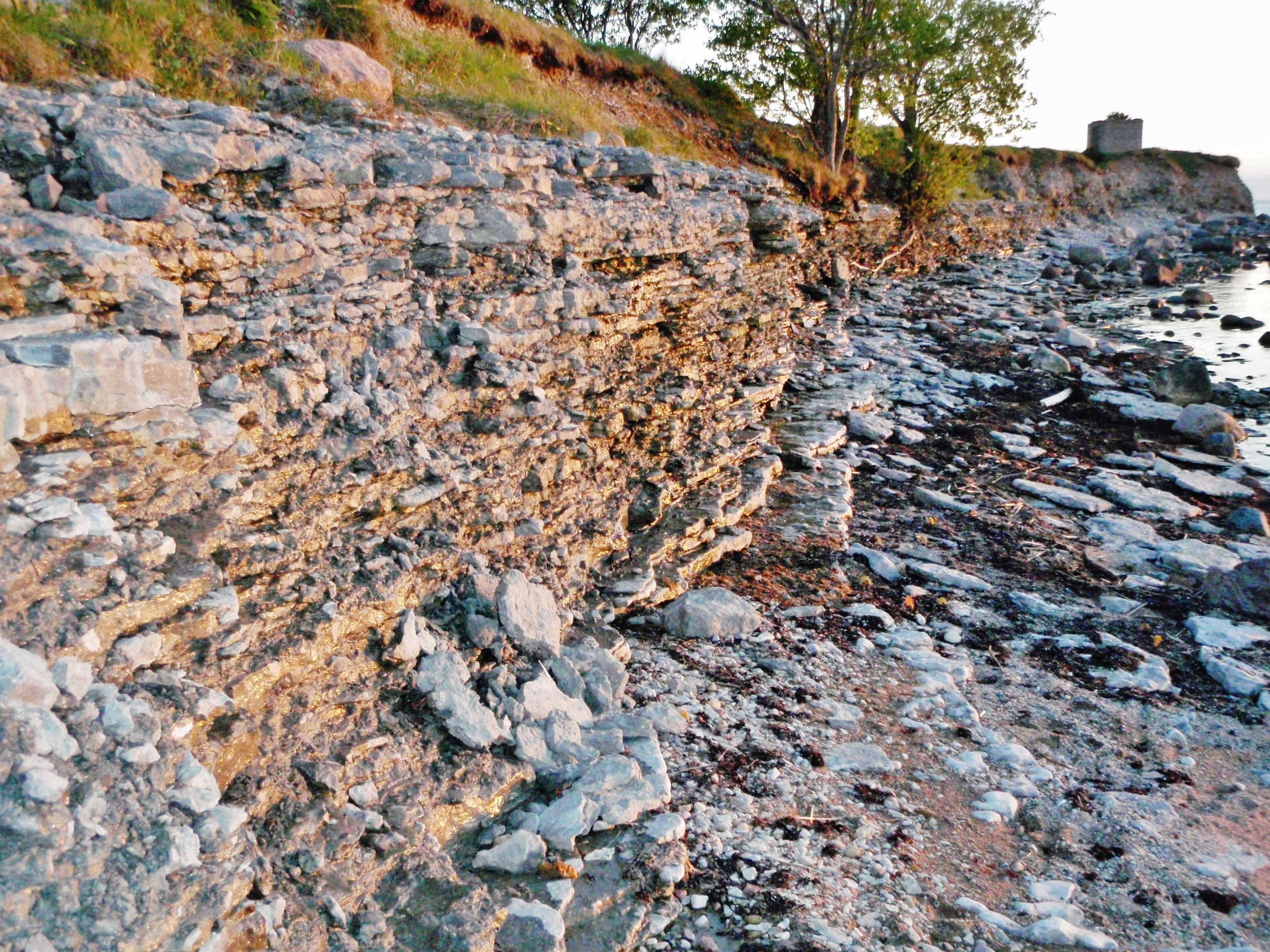
Fotografia tirada em Sõrve, Estônia

A Área de Conservação da Paisagem de Ohessaare é um parque natural localizado no Condado de Saare, na Estónia.
A área do parque natural é de 6 hectares.
A área protegida foi fundada em 1959 para proteger o penhasco de Ohessaare e a praia de cascalho adjacente (em estoniano:  kliburand). Em 2006, a área protegida foi designada para área de conservação paisagística.